# È tardi
È tardi è un singolo del rapper italiano Caparezza, pubblicato il 30 maggio 2014 come secondo estratto dal sesto album in studio Museica.

## Descrizione
Penultima traccia di Museica, È tardi ha visto la partecipazione vocale del rapper statunitense Michael Franti (il quale è anche coautore del testo) e della frenesia della società odierna, così frenetica che è sempre troppo tardi per qualsiasi cosa. È ispirato al dipinto La persistenza della memoria di Salvador Dalí, in cui l'ambiente, fra cui anche tre orologi, appare dilatato e floscio: il tempo dunque è relativo, metafisico, e Caparezza spiega: "troppo tardi, ma non mi fermerò".

## Formazione
- Caparezza – voce, arrangiamenti
- Michael Franti – voce aggiuntiva
- Alfredo Ferrero – chitarra, arrangiamenti
- Giovanni Astorino – basso, violoncello
- Gaetano Camporeale – tastiera, arrangiamenti
- Emanuele Petruzzella – pianoforte
- Rino Corrieri – batteria
- Pantaleo Gadaleta, Serena Soccoia – violini
- Francesco Capuano – viola
- Giuliano Teofrasto – tromba
- Angelantonio De Pinto – trombone
- Luigi Tridente – sassofono
- Giuseppe Smaldino – corno, bassotuba
- Floriana Casiero, Rossella Antonacci, Luigi Nardiello, Antonio Minervini, Simone Martorana, Valeria Quarto, Nicola Quarto – cori
- DJ Walimai – scratch